# Passatge de Suterranya
El Passatge de Suterranya és una via urbana de Tremp (Pallars Jussà) inclosa a l'Inventari del Patrimoni Arquitectònic de Catalunya.

## Descripció
El passatge i el conjunt de construccions que el formen, se situa al nucli urbà de Suterranya.
És compost per diferents elements i construccions de caràcter popular i amb valor patrimonial.
Destaca la construcció de forma circular annexa a l'accés del passatge, que es realitza mitjançant un arc peraltat adovellat. De l'interior del passatge destaca un arc rebaixat i el bigam de fusta. A sobre del passatge hi ha un corredor de fusta amb arcs rebaixats i baranes de ferro.
Tot el conjunt és de pedra irregular de petites dimensions i amb coberta de teula àrab.